# Slag bij Adrianopel (324)
De Slag bij Adrianopel was een veldslag tussen de Romeinse legers van Constantijn en Licinius en vond plaats op 3 juli 324. De slag werd gewonnen door Constantijn.

## Aanleiding
Tussen keizers Constantijn en Licinius barstte in 321 een strijd los om de alleenheerschappij over het Romeinse Rijk. Directe aanleiding was de bemoeienis van Constantijn met het beleid in het oostelijke provincies, waar Licinius de scepter zwaaide. Constantijn had de Sarmaten verslagen en over de Donau verjaagd en wilde hetzelfde doen met de Goten die huishielden in Thracië. Licinius vatte dit op als inmenging op zijn grondgebied.
In 324 waren de onderlinge verhoudingen zo verslechterd dat op 3 juli een militaire confrontatie plaatsvond. Constantijns leger was kleiner in aantal, maar bestond uit geharde veterani. Constantijn won de slag en Licinius was gedwongen zich terug te trekken binnen de muren van Byzantium.